# Voda
Chansons représentant la Slovénie au Concours Eurovision de la chanson
Sebi
(2019) Amen
(2021)
Voda est une chanson de la chanteuse slovène Ana Soklič, sortie le 20 mars 2020 en téléchargement numérique. La chanson aurait dû représenter la Slovénie au Concours Eurovision de la chanson 2020, à Rotterdam, aux Pays-Bas.

## À l'Eurovision
Le 22 février 2020, la chanson Voda d'Ana Soklič est sélectionnée par le public slovène comme représentant de la Slovénie à l'Eurovision 2020 lors de l'EMA. Une version remastérisée de la chanson est publiée le 20 mars 2020.
La chanson aurait dû être interprétée en cinquième position de l'ordre de passage de la première demi-finale, le 12 mai 2020. Cependant, le 18 mars 2020, l'annulation du Concours en raison de la pandémie de Covid-19 est annoncée.